# Phyllangium paradoxum
Phyllangium paradoxum är en tvåhjärtbladig växtart som först beskrevs av Robert Brown, och fick sitt nu gällande namn av C.R. Dunlop. Phyllangium paradoxum ingår i släktet Phyllangium och familjen Loganiaceae. Inga underarter finns listade i Catalogue of Life.